# Платиноиридиевый сплав
Платиноиридиевый сплав (англ. platiniridium) — сплав, состоящий из платины и иридия.
Подобно платине, сплав обладает высокой химической стойкостью и не окисляется. Добавка иридия существенно повышает прочность. Так, твёрдость по Виккерсу у чистой платины — около 56 HV, твёрдость сплава с 50 % иридия достигает 500 HV.
Удельное электрическое сопротивление ρ = 0,25⋅10−6 Ом·м. Существует несколько марок данного сплава, в частности, ПлИ-10 (10 % иридия), ПлИ-15 (15 % иридия), и т. д., которые используются для изготовления скользящих и разрывных контактов, медицинских принадлежностей.
Плотность сплава ПлИ-10 составляет 21 500 кг/м3. Из этого сплава, в частности, был изготовлен эталон килограмма.
Платиноиридиевый сплав также нашёл применение в ювелирных украшениях.

## История
Встречается в природе в платиновых отложениях на Урале, обычно в виде мелких зёрен или небольших кубических кристаллов с закруглёнными рёбрами.
Искусственное производство сплавов началось по крайней мере с 1838 года, когда Марк Годен получил 10%-ый сплав и отметил его блеск, удобство обработки и химическую стойкость.
Дальнейшие работы были произведены лишь через 20 лет, когда по поручению правительства Российской империи Девилль и Дебре исследовали пригодность сплава для изготовления монет. Они обнаружили, что сплав из Демидовского рудника в Нижнем Тагиле (92.55 % платины, 7 % иридия, 0,45 % родия) не только превосходит чистую платину по прочности, но и менее подвержен окислению.